# Spaelotis itelmena
Spaelotis itelmena är en fjärilsart som beskrevs av Felix Bryk 1941. Spaelotis itelmena ingår i släktet Spaelotis och familjen nattflyn. Inga underarter finns listade i Catalogue of Life.